# Brughiere montane dei monti Ruwenzori-Virunga
Le Brughiere montane dei monti Ruwenzori-Virunga sono una ecoregione terrestre della ecozona afrotropicale appartenente al bioma delle praterie e boscaglie montane (codice ecoregione: AT1013) che si sviluppa per circa 2700 km² nell'Africa orientale.
Lo stato di conservazione è considerato vulnerabile.
La regione forma, insieme alle Brughiere montane dell'Africa orientale, la regione denominata Brughiere dell'Africa orientale, inclusa nella lista Global 200.

## Territorio
Le brughiere montane del Rwenzori-Virunga occupano la parte alta quota (oltre 3.000 m) dei monti Ruwenzori e Virunga. La catena del Rwenzori si trova lungo la frontiere fra l'Uganda e la Repubblica Democratica del Congo (RDC) e le Virunga sono ai confini di Ruanda, Repubblica Democratica del Congo e Uganda. Entrambe le aree sfumano gradualmente a quote più basse nell'ecoregoione delle foreste montane della faglia albertina.
Topograficamente le due aree che compongono l'ecoregione sono estremamente accidentate. I monti Virunga contengono diversi vulcani, di cui alcuni ancora attivi, che raggiungono una altitudione di oltre 4.500 m al loro punto più alto. I monti Rwenzori differiscono dalle alte montagne dell'Africa orientale perché sono costituite da rocce precambriane sollevate nel medio terziario e non sono vulcanici. La catena del Rwenzori, chiamata anche "montagne della Luna", si estende fino a 5.109 m con il Monte Stanley sulla vetta Margherita, che è la terza vetta più alta dell'Africa, dopo il Monte Kilimanjaro e il Monte Kenya. Le parti più alte dei Rwenzori contengono campi di neve e ghiacciai, anche se questi sono in fase di ritirata.
Il clima di questa ecoregione è governato dalla sua stretta vicinanza all'equatore e all'alta quota. Le escursioni termiche sono elevate: nella maggior parte dei giorni la temperaturam notturna scende al di sotto dello zero mentre quella diurna aumenta fino anche a 30 °C, anche se le oscillazioni di temperatura sono meno elevate che nelle altre ecoregioni altimontane nell'Africa orientale, in gran parte a causa della copertura nuvolosa più frequente.
La stagionalità delle precipitazioni è simile a quella nelle Foreste montane della faglia albertina, e sebbene la quantità di precipitazioni diminuisca a quote più elevate, è ancora più umida qui che nelle altre ecoregioni di alta montagna dell'Africa orientale. Il clima umido è indicato dalla presenza di strati di muschio fino a 30 cm di spessore sui rami della vegetazione ericacea tra 2.900 e 3.800 m sui Monti Rwenzori. I licheni addobbano anche la vegetazione sui Monti Virunga, indicando nuovamente forti piogge e notevole umidità.

## Flora e fauna
L'ecoregione ospita la tipica vegetazione afroalpina. L'habitat include laghi, delta paludosi e torbiere, praterie montane aperte, arbusti, piccole porzioni di foreste d'alta quota, regioni innevate e ghiacciai. Le rosette di notevole dimensione presenti nell'areale, comprese varie specie di lobelie e seneci, risultano le più caratteristiche dell'ecoregione. La vegetazione varia in base all'altitudine, ai tratti del suolo e all'umidità.
La macchia verde presente nelle foreste montane della faglia albertina, spesso bagnata da piogge che hanno portato allo sviluppo di specie quali la Hagenia abyssinica e l'Hypericum revolutum, oltre che esemplari di Sinarundinaria alpina, si estende fino a 3.000-3.300 metri.

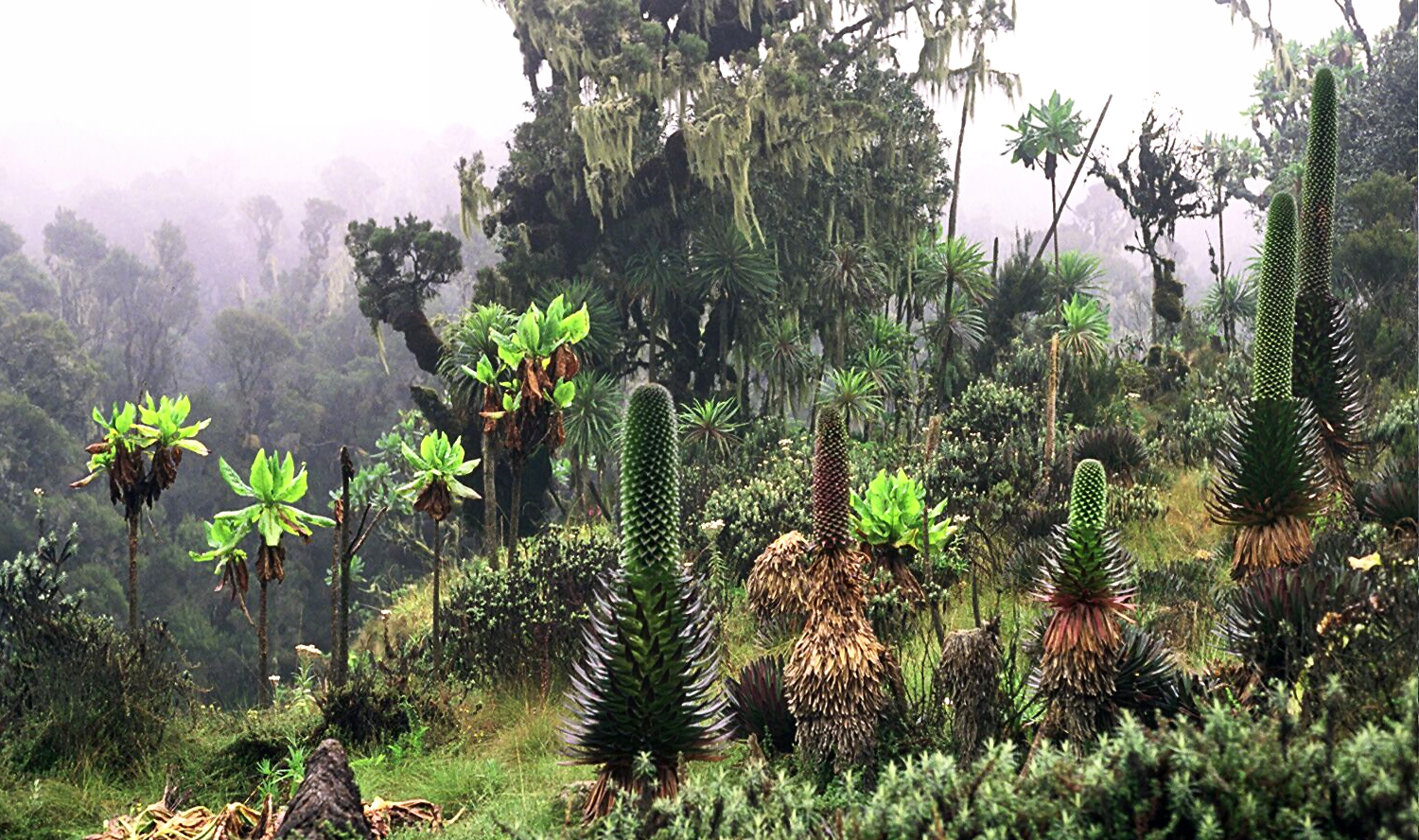
Il Bigo Bog inferiore (3400 m) appartenente al complesso delle montagne del Ruwenzori. La lobelia gigante è ben visibile in primo piano

Le foreste di ericacee compongono una zona di transizione tra quelle montane e le brughiere alpine, le quali si fermano solo a 3.800 m. L'erica arborea domina incontrastata il paesaggio. La vegetazione ericacea non si dispiega in maniera però uniforme, potendosi distinguere parti in cui la boscaglia si presenta prevalentemente come una fitta serie di alberi dal tronco più o meno grande, sezioni in cui vi sono boschetti di arbusti e ancora luoghi in cui vi sono alberi che raggiungono solo 1 metro di altezza. La foresta ericacea annovera anche molte epifite.
Le praterie e la vegetazione bassa crescono fino a 4.500 m di altitudine: tra le specie presenti si possono citare la festuca abyssinica e la carex runssoroensis. Le piante di grossa dimensione appartenenti alla famiglia delle rosette lobelia wollastonii e dendrosenecio johnstonii si rintracciano sia sul Rwenzoris che sul Virungas, mentre la lobelia stuhlmannii cresce solo sulla seconda cima citata.
Nella sezione del Rwenzoris che supera i 4.500 m di altitudine, le praterie nivali e gli arbusti lasciano posto alle poche specie che riescono a sopravvivere a quella quota, risultano pochi i boschetti isolati di helichrysum stuhlmanii che si ergono sul posto.
Le condizioni ambientali del Virunga forniscono l'habitat ideale per il gorilla di montagna (Gorilla beringei beringei), una specie in via di estinzione, sebbene questi trascorra la maggior parte del tempo nelle zone più basse.

## Popolazione
Poche persone vivono in questa ecoregione sia per l'elevata altitudine, sia perché in suo territorio rientra in gran parte in vari parchi nazionali. Tuttavia la densità di popolazione sta aumentando al di fuori dei parchi.

## Conservazione
Sebbene attualmente in gran parte intatti, gli habitat dell'ecoregione sono potenzialmente minacciati lungo le zone di confine che vengono periodicamente occupate da vari gruppi ribelli e banditi armati. Ciò rende problematica e spesso pericolosa la gestione delle aree protette e delle popolazioni di gorilla. La grande fauna dei mammiferi, incluso il gorilla di montagna, è anche minacciata dalla caccia di carne e dall'uso come feticci da parte della popolazione locale.
L'intera ecoregione è protetta da diversi parchi nazionali:
- Parco nazionale dei gorilla di Mgahinga e Parco nazionale dei Monti Rwenzori in Uganda,
- Parco Nazionale dei Vulcani in Ruanda,
- Parco nazionale dei Virunga nella Repubblica Democratica del Congo.

Il Parco nazionale dei Monti Rwenzori e il Parco nazionale dei Virunga, sono stati definiti anche come Patrimonio dell'umanità.